# Nino Pisano
Nino Pisano (* kolem 1315, Pisa - asi 1366/68, Pisa) byl italský sochař a zlatník, syn Andrea Pisana, bratr Tommaso Pisana, aktivní v letech 1343 - 1368. Byl jedním z největších sochařů čtrnáctého století v Itálii.

## Život
Přesné datum narození Nino Pisana není známo. Předpokládá se, že se školil v dílně svého otce Andrea Pisana a od 30. let se podílel na jeho zakázkách, zejména v malé gotické kapli Santa Maria della Spina a v kostele sv. Kateřiny Alexandrijské (Chiesa di Santa Caterina d'Alessandria) v Pise a na reliéfní výzdobě Giottovy zvonice ve Florencii (Campanile di Santa Maria del Fiore).
V letech 1340–1350 již pracoval samostatně v bazilice Santa Maria Novella ve Florencii a v kostele San Francesco v Oristanu. Podle dokumentů ze stavby katedrály v Orvietu byl Nino roku 1349 předákem po svém otci, který vedl stavbu v letech 1347 a 1348, ale pak se patrně vrátil do Pisy, kde je doložen v roce 1358 a 1362. Na přelomu 50. a 60. let pracoval pro arcibiskupa v Pise a byl tamějším hlavním sochařem po dvacet let. Řada dalších sochařů, včetně jeho bratra Tommasa, jeho styl napodobovala.

## Dílo

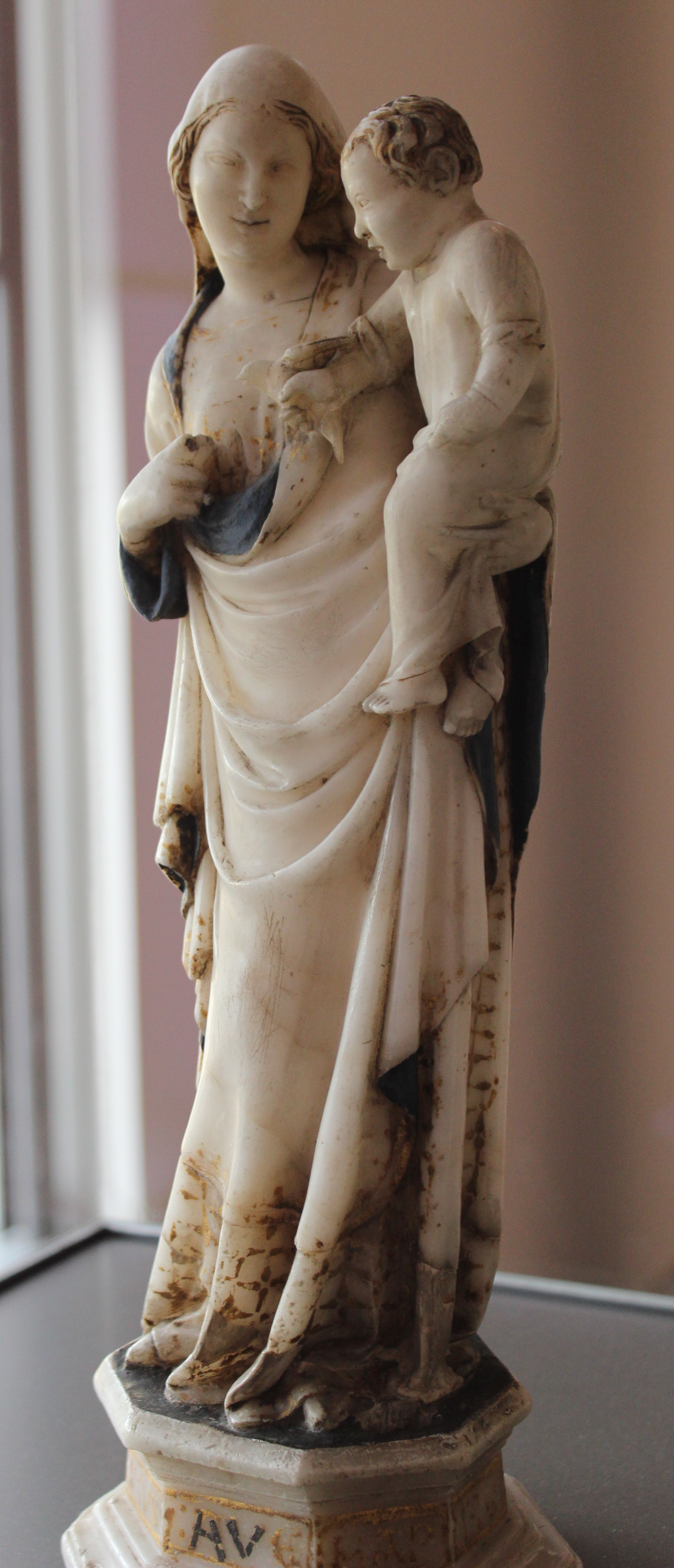
Nino Pisano, Madona, Berlín

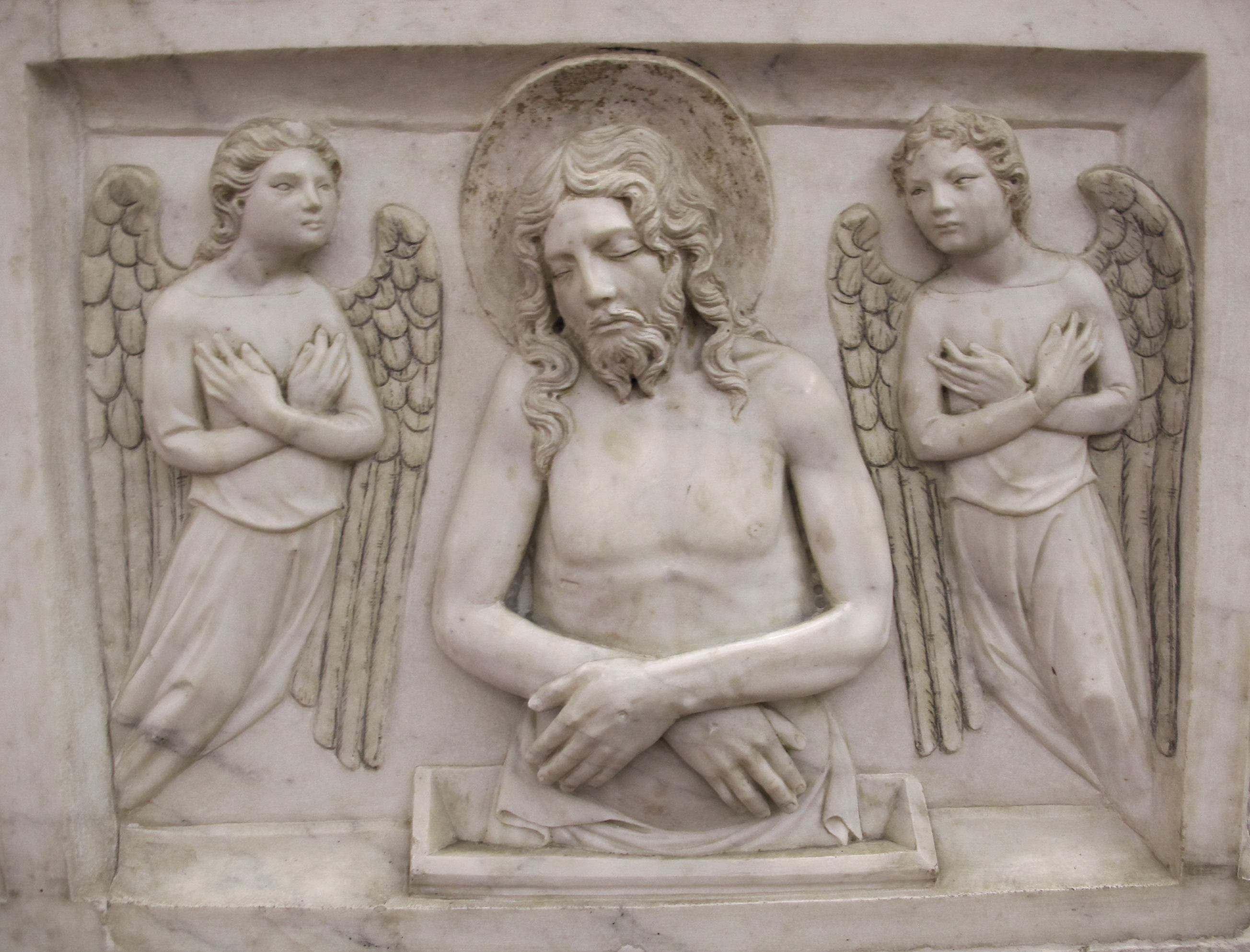
Nino Pisano (dílna), Náhrobek arcivévody Giovanniho Scherlati

Nino Pisano byl dědicem sochařské tradice sahající od Nikola Pisano (1215/1220–1278/1284) a Giovanni Pisano (1248–1315). Jeho otec Andrea Pisano (1290–1349) byl synem notáře ve městě Pontedera, ale v Pise se vyškolil u Giovanni Pisana a později byl spolupracovníkem Giotta ve Florencii. (Pozn.:Pisano obvykle znamená "pocházející z Pisy" nebo "vyškolený v Pise" (Andrea Pisano), jindy označuje příjmení děděné po otci (Nino a Tommaso Pisano)).
Historikové umění soudí, že Nino Pisano jako spolupracovník svého otce Andrea Pisana, je autorem osmi reliéfů (první dvě řady) na Giottově zvonici ve Florencii a čtyř soch, včetně Davida, Sibylly Tiburtinské a Eritreji. Vasari uvádí Nino Pisana jako autora soch v kapli Santa Maria della Spina.
Za první samostatné dílo Nino Pisana je považován náhrobek arcibiskupa Simone Saltarelli (zemřel 1342) v kostele svaté Kateřiny v Pise, kde se uplatnila jeho originalita a nová prostorová koncepce.
Nino Pisano se odklonil od klasického stylu svého otce a přejal inovace z francouzské gotiky - esovité prohnutí soch, řasení drapérie i její rafinovanou eleganci. Za pokračovatele Nino Pisana jsou kromě sochařů jeho dílny považováni Michelangelův učitel Jacopo della Quercia a Francesco di Valdambrino.

### Známá díla
- Madona s dítětem, bazilika Santa Maria Novella, Florencie
- Sv. Basil biskup, kostel San Francesco, Oristano
- Madona s dítětem, polychromovaná dřevěná socha, kostel San Nicola, Pisa
- Ukřižování, kostel San Michele in Borgo, Pisa
- Madona (mramor), kostel Santo Stefano Marinasco, La Spezia
- Madona a anděl, Zvěstování, katedrála Oristano, biskupský palác, Bosa
- Madona s dítětem (mramor), klášterní kostel Santa Maria in Mantignano (nedaleko Florencie), nyní Diecézní muzeum Santo Stefano al Ponte
- Madona s dítětem, (známá jako Madona z Trapani), Bazilika-svatyně Maria Santissima Annunziata, Trapani
- Zvěstování svaté Kateřiny, opatství St. Zeno
- sv. Štěpán, sbírka De Carlo
- Madona s dítětem, Detroit Institute of Arts[3]
- Zvěstování, Louvre[4]
- Archanděl Gabriel, Panna Marie, National Gallery of Art, Washington